# Ramiro Moschen Benetti
Ramiro Moschen Benetti, genannt Ramiro, (* 22. Mai 1993 in Gramado) ist ein brasilianischer Fußballspieler. Er ist auch im Besitz der italienischen Staatsbürgerschaft. Der Rechtsfüßer wird im zentralen oder defensiven Mittelfeld eingesetzt.

## Karriere
Ramiro begann seine Laufbahn in der Jugendmannschaft des EC Juventude. 2011 schaffte er den Sprung in den Profikader und bestritt im Copa Federação Gaúcha de Futebol am 13. Februar 2011 gegen den CE Lajeadense sein erstes Profispiel. Er wurde in der 46. Minute eingewechselt. Sein erstes Tor als Profi erzielte der Spieler im selben Wettbewerb im Spiel gegen Grêmio FBPA in der 88. Minute mit dem Treffer zum 3:2-Endstand. Im selben Jahr bestritt Ramiro auch das erste Spiel im Ligabetrieb. In der Série D ging es gegen den Cianorte FC. Er kam nach der Halbzeitpause ins Spiel und erzielte in der 86. Minute sein erstes Ligator. In der Folgesaison 2012 beritt Ramiro sein erstes Spiel im nationalen Pokal. Im Spiel gegen Operário Ferroviário EC kam er in der 81. Minute; seine Mannschaft gewann 4:0.
Nach seiner Verpflichtung durch Grêmio Porto Alegre 2013 spielte Ramiro in die höchste brasilianische Spielklasse. Mit seiner Einwechselung in der 61. Minute im Spiel gegen den FC Santos am 1. Juni 2013 lief er das erste Mal in der Série A auf. Seinen ersten Erstligatreffer erzielte Ramiro beim 3:2-Auswärtssieg am 18. August 2013 im Spiel gegen den CR Vasco da Gama mit dem Treffer zum 2:1 in der 37. Minute. Auf internationaler Klubebene trat Ramiro das erste Mal in der Copa Libertadores 2014 in Erscheinung. Hier lief er am 14. Februar 2014 gegen Nacional Montevideo auf. In diesem Wettbewerb erzielte er seinen ersten Treffer beim 3:0 über Atlético Nacional mit dem Tor zum 2:0 in der 65. Minute. Gegen den EC Novo Hamburgo bestritt Ramiro am 25. März 2015 in der Copa Federação Gaúcha de Futebol sein 100. Spiel für Grêmio. In dem Spiel erzielte er in der 33. Minute das Tor zum 1:0-Endstand.
Im Dezember 2018 wurde der Wechsel von Ramiro zu SC Corinthians bekannt. Nach Aussage des Klubpräsidenten von Grêmio, Romildo Bolzan, musste dieser Ramiro trotz gültigen Vertrages bis 2021 verkaufen, da Grêmio noch Schulden aus anderen Transfers bei Giuliano Bertolucci hatte. Bertolucci war auch einer der Rechteinhaber (50 %) von Ramiro und an einem Transfer des Spielers interessiert. Grêmio selbst besaß nur 20 % der Rechte. Weitere 20 % gehören Ramiro und Mitgliedern seiner Familie sowie weitere 10 % seinem ehemaligen Klub Juventude.
Im Mai 2021 wurde Ramiros seine Leihe nach Dubai an al-Wasl bekannt. Die Leihe wurde befristet bis zum Ende der Saison 2021/22 und enthielt eine Kaufoption. Diese wurde nicht gezogen und der Spieler kehrte zu Corinthians zurück. Nachdem sein Vertrag mit dem Klub im Dezember 2022 ausgelaufen war, wurde dieser nicht verlängert. Ramiros fand Unterkunft beim Cruzeiro EC. Der Vertrag erhielt eine Laufzeit bis Dezember 2024.
Zur Saison 2025 erhielt Ramiors einen Kontrakt in den USA. Hier unterzeichnete er beim FC Dallas einen Zweijahresvertrag mit der Option auf die Verlängerung um ein weiteres Jahr.

## Erfolge
Juventude
- Copa Federação Gaúcha de Futebol: 2011, 2012

Grêmio
- Copa do Brasil: 2016
- Copa Libertadores: 2017
- Recopa Sudamericana: 2018
- Staatsmeisterschaft von Rio Grande do Sul: 2018

Corinthians
- Staatsmeisterschaft von São Paulo: 2019

Auszeichnungen
- Auswahlmannschaft Staatsmeisterschaft von Rio Grande do Sul: 2017